# Watain
Watain – szwedzki zespół muzyczny grający black metal założony w 1998 roku w Uppsali. Nazwa grupy została zainspirowana tytułem utworu amerykańskiej formacji Von. W skład zespołu wchodzą wokalista i basista Erik "E" Danielsson, perkusista Håkan "H" Jonsson oraz gitarzysta Pelle "P" Forsberg.
Zespół był wielokrotnie nagrodzony i wyróżniony w plebiscytach muzyki heavymetalowej. Podczas koncertów Watain prezentuje charakterystyczny rodzaj ekspresji, obejmujący corpse paint oraz scenografię z użyciem m.in. szczątków zwierząt i efektów pirotechnicznych.

## Historia

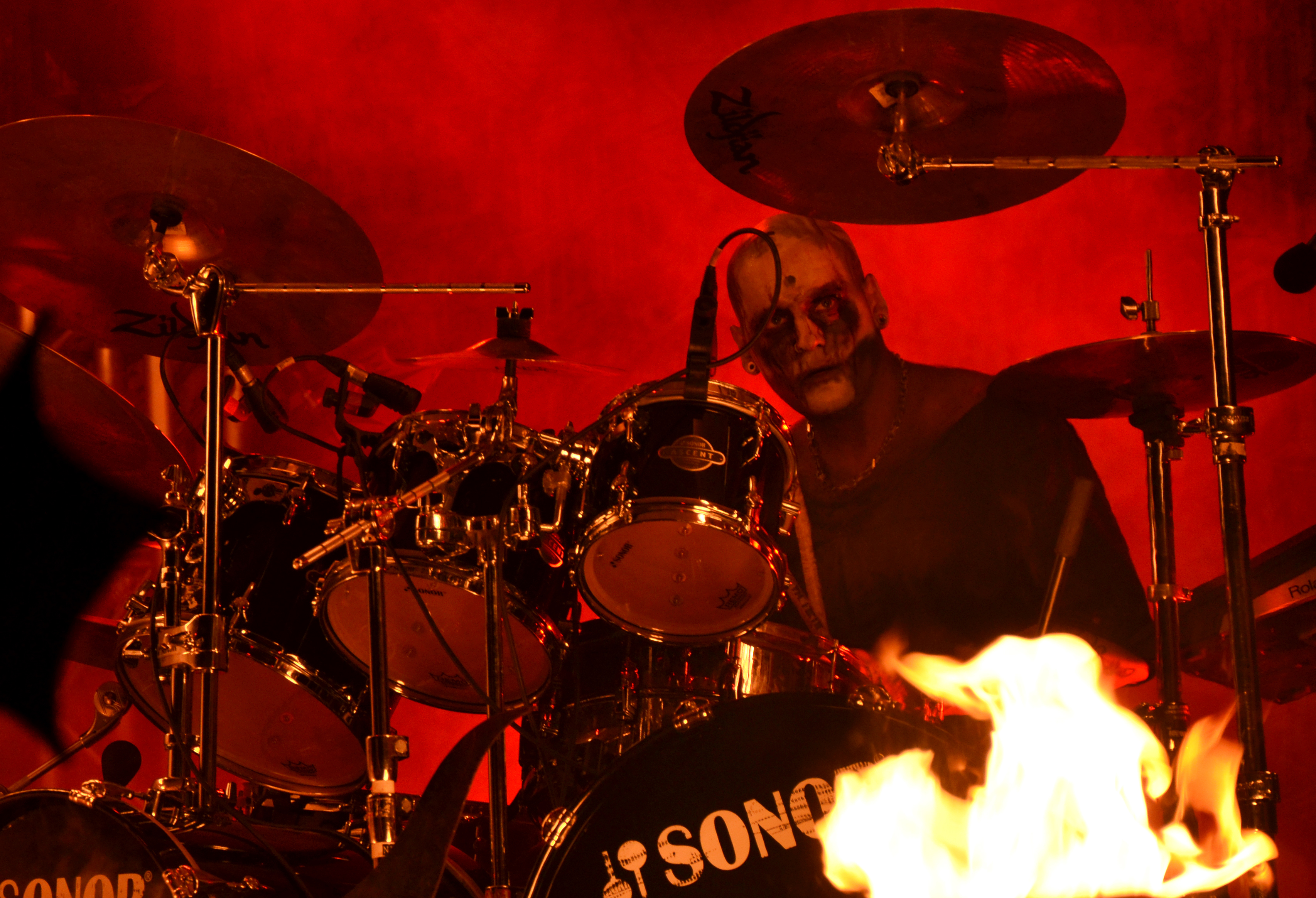
Håkan "H" Jonsson podczas koncertu w ramach festiwalu Fall of Summer w 2014 roku

Zespół powstał w 1998 roku w Uppsali z inicjatywy basisty i wokalisty Erika "E" Danielssona, perkusisty Håkana "H" Jonssona oraz gitarzystów Pelle "P" Forsberga i C. Bloma. Tego samego roku ukazało się pierwsze demo Watain pt. Go Fuck Your Jewish "God". Na kasecie znalazła się m.in. interpretacja utworu "Unholy Black Metal" pochodząca z repertuaru norweskiej grupy blackmetalowej Darkthrone w oryginale wydanego na albumie Under a Funeral Moon. W 1999 roku ukazał się pierwszy album koncertowy zespołu zatytułowany Black Metal Sacrifice. Następnie zespół związał się z francuską wytwórnią muzyczną Drakkar Records.
W 2000 roku został wydany pierwszy album długogrający formacji pt. Rabid Death’s Curse. Wkrótce potem grupę opuścił C. Blom, pozostali członkowie Watain zdecydowali się kontynuować działalność jako trio, w latach późniejszych w razie potrzeb angażując muzyków sesyjnych i koncertowych. Rok później został wydany drugi album koncertowy The Ritual Macabre. Do sprzedaży trafił także split Watain i Diabolicum zatytułowany The Misanthropic Ceremonies. W 2003 roku grupa koncertowała w Europie m.in. wraz z Averse Sefira, Eternity i Secrets of the Moon. W listopadzie tego samego roku ukazał się drugi album formacji zatytułowany Casus Luciferi. Materiał spotkał się z entuzjastycznym przyjęciem wśród krytyków muzycznych, którzy podkreślili m.in. naturalność brzmienia. W listopadzie 2004 roku zespół wystąpił dwukrotnie w Polsce u boku Dissection w ramach europejskiej trasy koncertowej.
Pod koniec 2006 roku zespół podpisał kontrakt z wytwórnią płytową Season of Mist. 19 lutego 2007 roku ukazał się trzeci album Watain zatytułowany Sworn to the Dark. Płyta została zadedykowana pamięci gitarzysty i wokalisty zespołu Dissection – Jonowi Nödtveidtowi. Wydawnictwo było promowane podczas europejskiej trasy koncertowej u boku zespołów Kreator, Celtic Frost i Legion of the Damned. Grupa dała także szereg koncertów w Stanach Zjednoczonych wraz z Angelcorpse, Dimentianon i Nachtmystium. W 2008 roku album Sworn to the Dark zajął czwarte miejsce w plebiscycie branżowego portalu Metal Storm dla najlepszej płyty blackmetalowej roku 2007. Latem formacja dała szereg koncertów podczas licznych festiwali, m.in. takich jak: Wolfszeit Festival i Wacken Open Air w Niemczech. Następnie grupa koncertowała w USA wraz z Book of Black Earth i Withered.

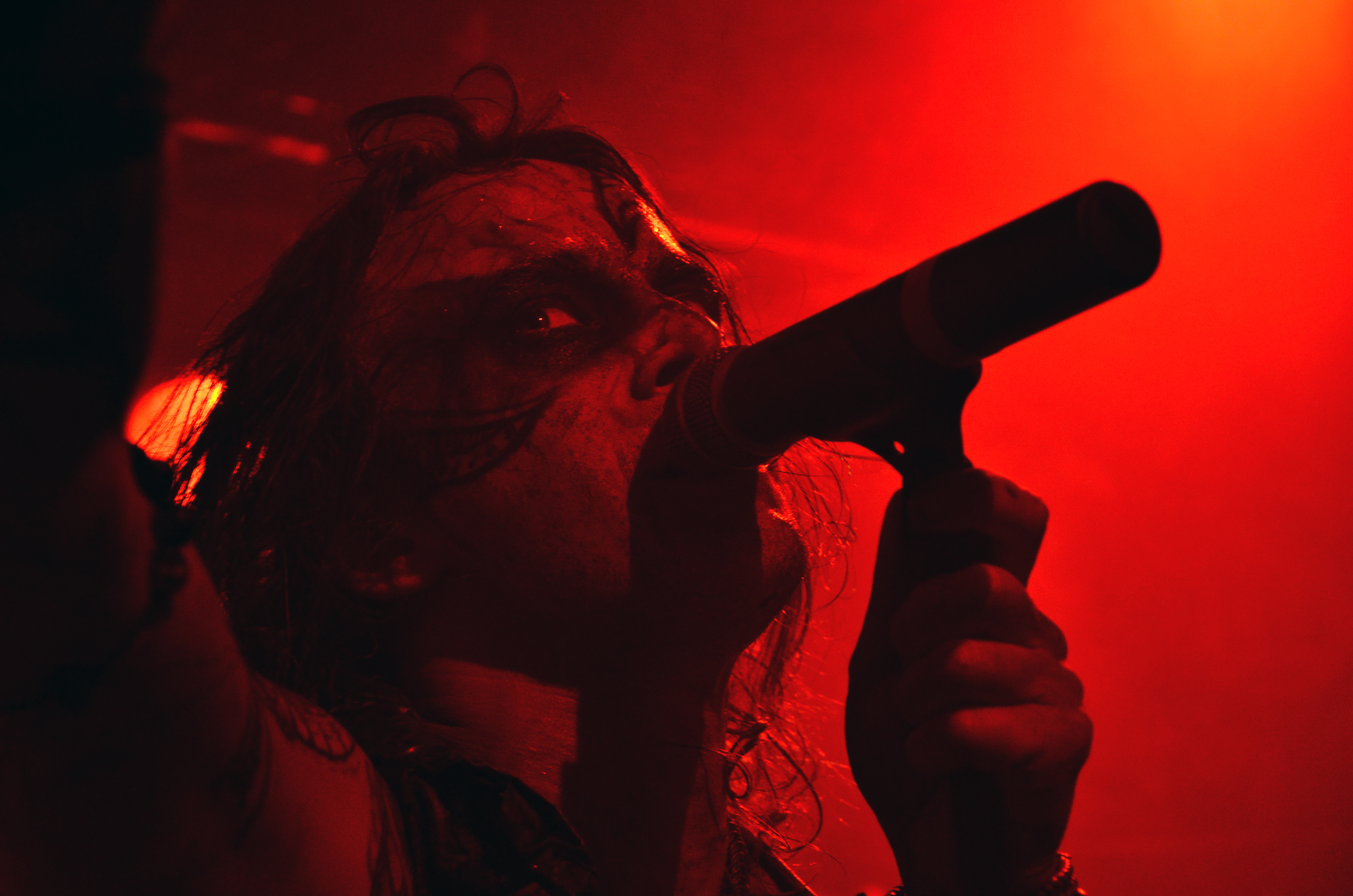
Erik "E" Danielsson podczas koncertu w ramach festiwalu Fall of Summer w 2014 roku

Czwarty album grupy zatytułowany Lawless Darkness ukazał się 7 czerwca 2010 roku w Europie oraz dzień później w Stanach Zjednoczonych. Nagrania zostały zarejestrowane w Necromorbus Studio w Alvik w Szwecji we współpracy z producentem muzycznym i byłym członkiem koncertowym Watain - Tore Stjerna. Produkcja przysporzyła pierwszego sukcesu komercyjnego Watain w Szwecji gdzie uplasowała się na 26. miejscu tamtejszej listy przebojów. Płytę poprzedził wydany 30 kwietnia 2010 roku singel Reaping Death, który został dołączony do magazynu muzycznego Sweden Rock Magazine. Wydawnictwo uzyskało status złotej płyty w Szwecji sprzedając się w nakładzie 10 tys. egzemplarzy.
Album Lawless Darkness zadebiutował ponadto na 42. miejscu listy Top Heatseekers w Stanach Zjednoczonych, sprzedając się w przeciągu tygodnia od premiery w nakładzie 1 tys. egzemplarzy. W styczniu 2011 roku formacja otrzymała nagrodę szwedzkiego przemysłu fonograficznego Grammis w kategorii Best Hard Rock. Zespół został ponadto nominowany do nagrody Metal Hammer Golden Gods w kategorii Best Underground Band. W maju 2012 roku ukazał się pierwszy album wideo zespołu zatytułowany Opus Diaboli. Wydawnictwo ukazało się nakładem należącej do zespołu oficyny His Master’s Noise. Album dotarł do 1. miejsca szwedzkiej listy przebojów. Pod koniec roku grupa podpisała kontrakt wydawniczy z wytwórnią płytową Century Media Records.
16 sierpnia 2013 roku do sprzedaży trafił piąty album studyjny zespołu zatytułowany The Wild Hunt. Wydawnictwo promowane teledyskiem do utworu „Outlaw” odniosło największy sukces komercyjny w historii działalności zespołu. Album dotarł do 158. miejsca listy Billboard 200 w Stanach Zjednoczonych sprzedając się w nakładzie 2,7 tys. egzemplarzy w przeciągu tygodnia od dnia premiery. Płyta trafiła ponadto m.in. na listy przebojów w Grecji, Szwecji, Niemczech oraz Belgii. W 2014 roku formacja otrzymała nagrodę Kerrang! w kategorii Rentless Award. W lutym 2015 roku został wydany trzeci album koncertowy formacji pt. Tonight We Raise Our Cups and Toast in Angels Blood: A Tribute to Bathory. Na płycie znalazł się zapis występu Watain na Sweden Rock Festival w 2010 roku, podczas którego muzycy zaprezentowali nagrania z repertuaru Bathory.

## Muzycy
| Obecny skład zespołu - Erik "E" Danielsson – śpiew, gitara basowa (od 1998) - Håkan "H" Jonsson – perkusja (od 1998) - Pelle "P" Forsberg – gitara (od 1998) Byli członkowie zespołu - C. Blom – gitara (1998−2000) |  | Obecni muzycy koncertowi - Alvaro "A." Lillo – gitara basowa (od 2007) - Davide "Set Teitan" Totaro – gitara (od 2007) - Hampus "H. Death" Eriksson – gitara (2008, 2013, 2014, od 2015) - Emil "E. Forcas" Svensson – perkusja (od 2015) |  | Byli muzycy koncertowi - Tore Stjerna – gitara, gitara basowa (2000–2002) - Yonas "Y." Lindskog – gitara basowa (2001–2005) - Selim "S. L." Lemouchi – gitara (2010, 2012) - Gottfrid Åhman – gitara (2013) |

## Dyskografia
Albumy studyjne
| Rabid Death’s Curse                     | - Data: 2000 - Wydawca: Drakkar Records                   | –  | –   | –  | –  | –  | –   |                  |
| Casus Luciferi                          | - Data: 17 listopada 2003 - Wydawca: Drakkar Records      | –  | –   | –  | –  | –  | –   |                  |
| Sworn to the Dark                       | - Data: 19 lutego 2007 - Wydawca: Season of Mist          | –  | –   | –  | –  | –  | –   |                  |
| Lawless Darkness                        | - Data: 7 czerwca 2010 - Wydawca: Season of Mist          | 26 | –   | –  | –  | –  | –   | - USA: 1,8 tys.+ |
| The Wild Hunt                           | - Data: 16 sierpnia 2013 - Wydawca: Century Media Records | 1  | 164 | 25 | 18 | 73 | 158 | - USA: 5,4 tys.+ |
| Trident Wolf Eclipse                    | - Data: 5 stycznia 2018 - Wydawca: Century Media Records  | 3  | –   | 27 | 6  | 38 | –   |                  |
| The Agony & Ecstasy of Watain           | - Data: 29 kwietnia 2022 - Wydawca: Nuclear Blast         |    |     |    |    |    |     |                  |
| „–” oznacza, że album nie był notowany. |                                                           |    |     |    |    |    |     |                  |

Single
| Tytuł                       | Rok  | Certyfikat         | Album            |
| --------------------------- | ---- | ------------------ | ---------------- |
| The Essence of Black Purity | 1999 |                    | –                |
| Reaping Death               | 2010 | - SWE: złota płyta | Lawless Darkness |
| All That May Bleed          | 2013 |                    | The Wild Hunt    |

Albumy wideo
| Tytuł        | Dane dot. albumu                                  | Pozycja na liście | Pozycja na liście |
| Tytuł        | Dane dot. albumu                                  | SWE               | FIN               |
| ------------ | ------------------------------------------------- | ----------------- | ----------------- |
| Opus Diaboli | - Data: 7 maja 2012 - Wydawca: His Master’s Noise | 1                 | 4                 |

Albumy koncertowe
| Black Metal Sacrifice                                                     | - Data: 8 lutego 1999 - Wydawca: wydanie własne   | – |
| The Ritual Macabre                                                        | - Data: 2001 - Wydawca: Sakreligious Warfare      | – |
| Tonight We Raise Our Cups and Toast in Angels Blood: A Tribute to Bathory | - Data: 23 lutego 2015 - Wydawca: Sound Pollution | 2 |
| „–” oznacza, że album nie był notowany.                                   |                                                   |   |

Splity
| Tytuł                                            | Dane dot. albumu                                    |
| ------------------------------------------------ | --------------------------------------------------- |
| The Misanthropic Ceremonies (split z Diabolicum) | - Data: 25 lutego 2001 - Wydawca: Spikekult Rekords |
| Sathanas / Luciferi Tour EP (split z Mayhem)     | - Data: grudzień 2016 - Wydawca: His Master’s Noise |

Dema
| Tytuł                     | Dane dot. albumu                                 |
| ------------------------- | ------------------------------------------------ |
| Go Fuck Your Jewish "God" | - Data: 11 lutego 1998 - Wydawca: wydanie własne |

## Teledyski
| Tytuł    | Rok  | Reżyseria           | Album         | Źródło |
| -------- | ---- | ------------------- | ------------- | ------ |
| "Outlaw" | 2013 | Watain, Johan Bååth | The Wild Hunt | [ 16 ] |

## Nagrody i wyróżnienia
| Rok  | Kategoria                  | Tytułem           | Nagroda                         | Nota      | Źródło        |
| ---- | -------------------------- | ----------------- | ------------------------------- | --------- | ------------- |
| 2008 | The Best Black Metal Album | Sworn to the Dark | Metal Storm Awards 2007         | 4 miejsce | [ 26 ]        |
| 2011 | Best Underground Band      | Watain            | Metal Hammer Golden Gods Awards | Nominacja | [ 27 ]        |
| 2011 | Årets hårdrock             | Lawless Darkness  | Grammis                         | Laur      | [ 14 ] [ 28 ] |
| 2011 | The Best Black Metal Album | Lawless Darkness  | Metal Storm Awards 2010         | 3 miejsce | [ 29 ]        |
| 2012 | Best Live Band             | Watain            | Metal Hammer Golden Gods Awards | Nominacja | [ 30 ]        |
| 2012 | Best Underground Band      | Watain            | Metal Hammer Golden Gods Awards | Laur      | [ 31 ]        |
| 2014 | Årets hårdrock/metall      | The Wild Hunt     | Grammis                         | Nominacja | [ 32 ]        |
| 2014 | Rentless Award             | Watain            | Kerrang! Awards                 | Laur      | [ 33 ]        |